# Großfinnland

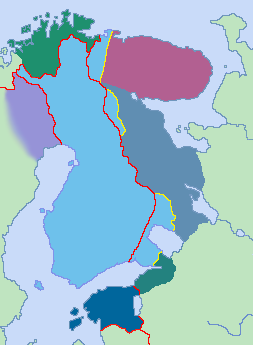
Versionen Großfinnlands
Hellblau: Finnland heute (rote Grenze) und Gebietsverluste an die UdSSR 1940–1944 (gelbe Grenze)
Graublau: Ost-Karelien
Violett: Halbinsel Kola
Dunkelblau: Estland
Oliv: Ingermanland
Grün: Die norwegische Provinz Finnmark
Purpur: Der schwedische Teil des Tornedalen

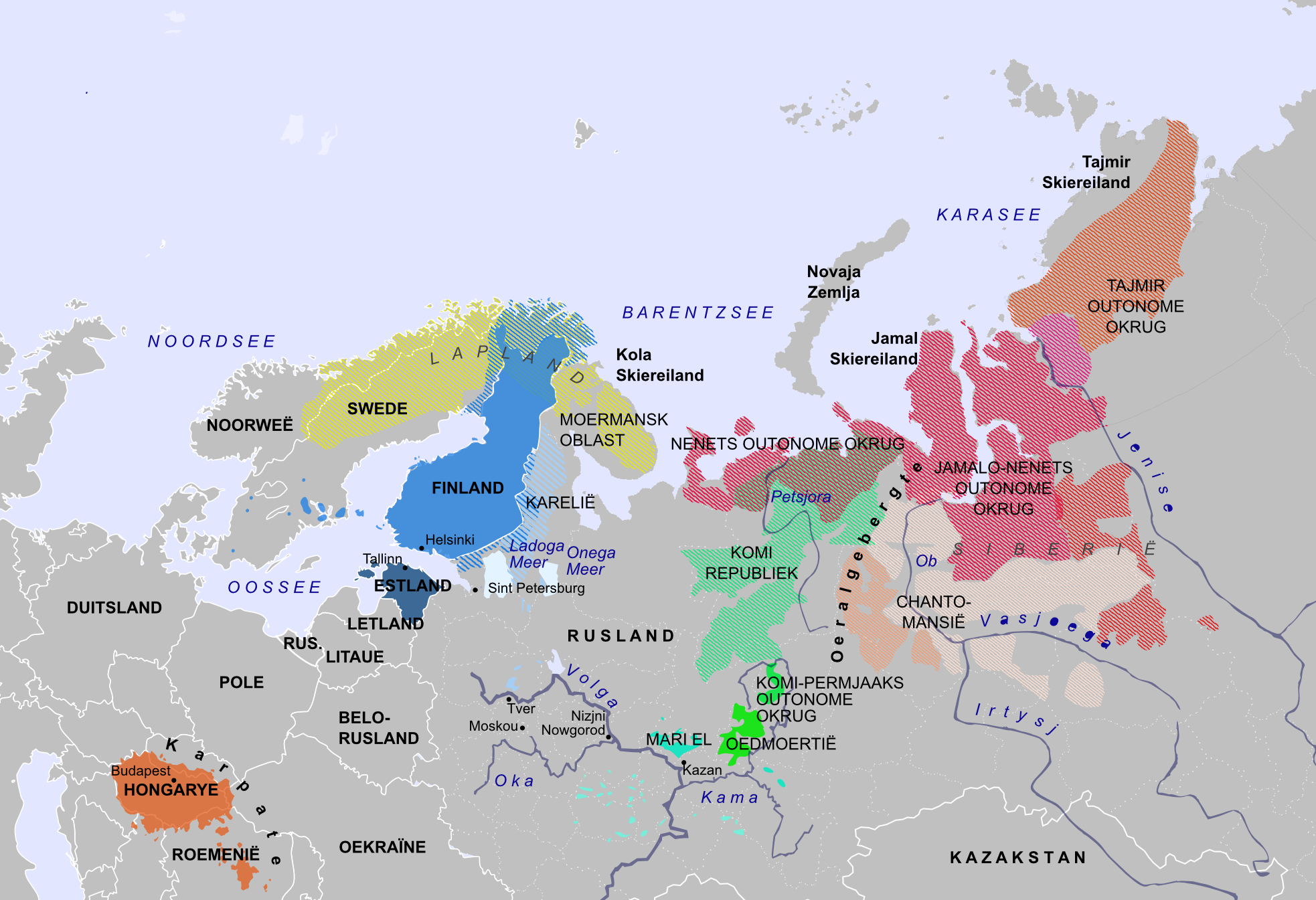
Utopischere Versionen Großfinnlands schlossen auch die uralisch-ugrischen Samojeden, Udmurten und Komi ein

Der Begriff Großfinnland (finnisch Suur-Suomi, schwedisch Storfinland) wurde in irredentistisch-nationalistisch gesinnten Gruppen in Finnland seit dem 19. Jahrhundert diskutiert. Er bezeichnete die Idee eines unabhängigen finnischen Nationalstaats in seinen angeblich „natürlichen“ Grenzen, welcher auch viele den Finnen sprachlich verwandte Völker, insbesondere die Karelier, Kvenen, Ischoren, Woten und Wepsen einschließen sollte.

## Ausdehnung
Als „natürliche Grenzen“ wurden oftmals das Nordmeer als Nordgrenze, das Weiße Meer und der Onegasee im Osten, und als Südgrenze die Flüsse Swir und Rajajoki, manchmal auch die Newa, ins Feld geführt. Daher wurde neben ganz Karelien und der Halbinsel Kola auch die norwegische Finnmark eingefordert. Noch radikalere Konzepte planten die Einbeziehung von Estland, Ingermanland und Schwedisch-Lappland, um auch die Esten und Ingermanlandfinnen, sowie die entfernt mit den Finnen verwandten Samen zu „befreien“.
Der sowjetische Diplomat Wladimir Petrowitsch Potjomkin beschuldigte vor allem die Entente (die 1918–1920 auch Archangelsk besetzt hatte), hinter den „Plänen der finnischen Bourgeoisie“ zu stehen, ein „Großfinnland“ bilden zu wollen: „... durch die Loßreißung Kareliens samt Petrosawodsk, des Petrograder Gebiets samt der Stadt Petrograd, der Halbinsel Kola mit dem eisfreien Hafen Murmansk und des ganzen Sowjetnordens bis zum Ural aus dem Verbande der Sowjetrepublik“.
Ostkarelien, die Halbinsel Kola und vor allem die nordrussischen Gebiete hatten jedoch zu keinem Zeitpunkt der Geschichte zu Finnland oder Schweden gehört oder waren jemals auch nur kurzzeitig von Schweden oder Finnen erobert worden, wohl aber waren die dort lebenden finnischen, ugrischen und uralischen Völker schon im Mittelalter von der Republik Nowgorod unterworfen worden.

## Geschichte
Die großfinnische Idee stellt eine Radikalisierung des im 19. Jahrhundert unter russischer Herrschaft erwachenden finnischen Nationalismus dar und entspricht ähnlichen Ideen in den anderen Ausprägungen der europäischen Nationalromantik wie etwa der Idee eines Großdeutschland, dem italienischen Irredentismus oder dem Panslawismus. Mit ihnen teilt die großfinnische Idee die organizistische Vorstellung, dass eine Nation natürliche Grenzen habe, den Ruf nach der Einheit des „Volkskörpers“, und das Bestreben, diese Prämissen wissenschaftlich zu untermauern.
In den Naturwissenschaften kann man einen derart motivierten Ansatz etwa dem Botaniker J. E. A. Wirzen unterstellen, der nach geobotanischen Kriterien die Ostgrenze des finnischen Naturraums am Weißen Meer verortete. Auch die Beschreibung des fennoskandinavischen Felssockels durch den Geologen Wilhelm Ramsay wurde von nationalistischen Zirkeln in Finnland aufgegriffen, um sich einerseits gegen Russland abzugrenzen, und um wiederum die naturräumlichen Grenzen Finnlands zu erweitern. Nicht zufällig machte etwa Sakari Topelius 1854 diese Untersuchungen zum Thema seiner Antrittsvorlesung an der Universität Helsinki.
Der finnische Nationalismus bemühte aber insbesondere die Sprachwissenschaft, um über die Verwandtschaft der finno-ugrischen Sprachen das biologistische Konzept einer Blutsverwandtschaft mit deren Sprechern zu propagieren. Dass somit auch Völker wie die Karelier und Kvener dem so vorgestellten finnischen Volkskörper einverleibt wurden, zeigt sich etwa in August Ahlqvists Gedicht Suomen valta (1860):
| Nouse, riennä, Suomen kieli, korkealle kaikumaan! Suomen kieli, Suomen mieli, niis' on suoja Suomen maan, Yksi mieli, yksi kieli Väinön kansan soinnuttaa, Nouse, riennä, Suomen kieli, korkealle kaikumaan, korkealle kaikumaan! (...) Äänisjärvi, Pohjanlahti, Auranrannat, Vienansuu*, siin' on, suomalainen, mahti, jok' ei oo kenenkään muun. Sillä maalla sie oot vahti, älä ääntäs halveksu! Nouse, riennä, Suomen kieli, korkealle kaikumaan! | Erhebe dich, eile, finnische Sprache, erklinge mit Donnerhall! Finnlands Sprache, Finnlands Gemüt, sind Finnlands Schutz. Ein Gemüt, eine Sprache lassen Väinös Land erklingen Erhebe dich, eile, finnische Sprache, erklinge mit Donnerhall, erklinge mit Donnerhall! (...) Am Onega, an Bottniens Bucht, am Ufer des Aurajoki, an Vienas Mund*, dort, Finne, ist die Kraft die keines Anderen ist. Über dieses Land hast du Wacht halte deiner Stimme Macht in Ehren! Erhebe dich, eile, finnische Sprache, erklinge mit Donnerhall! |

*In einer anderen Version als Ruijan suu, also „am Mund von Vadsø“, finnisch suu „Mund“ oder „Mündung“.
}
Das zentrale Symbol der finnischen Nationalromantik war das Kalevala, eine 1835 von Elias Lönnrot veröffentlichte Sammlung finnischer Mythen, das schnell in den Rang eines Nationalepos erhoben wurde. Der Umstand, dass Lönnrot einen Gutteil der in der Kalevala kompilierten Sagen in Karelien sammelte, führte im späten 19. Jahrhundert zur Entstehung des Karelianismus (finnisch Karelianismi), der um 1890 seinen Höhepunkt erreichte. Der Karelianismus manifestierte sich vor allem in der Literatur und den bildenden Künsten und hatte die Vorstellung zur Grundlage, dass Karelien der eigentliche Born der finnische Kultur und Nation sei und Finnland dort am ursprünglichsten, also am „finnischsten“, sei. Der Karelianismus barg viel politischen Sprengstoff, denn ein großer Teil Kareliens lag jenseits der Grenzen des russischen Großfürstentums Finnland. In der erstarkenden finnischen Unabhängigkeitsbewegung wurden in der Folge die Grenzen des zu errichtenden unabhängigen finnischen Nationalstaats diskutiert.